# Katal
Katal (kat) je jednotkou katalytické aktivity enzymů. Tzn. jednotkou pro množství enzymu, které urychlí (katalyzuje) biochemickou reakci za vzniku 1 molu produktu za sekundu. Je odvozenou jednotkou SI (1 kat = 1 mol·s−1).
Dřívější jednotka enzymové aktivity 1 U = 1 µmol·min−1 = 16,67 nanokatalů (nkat = 10−9 kat).

## Vzorec
{\displaystyle kat={\frac {n}{t}}\,}
- n je látkové množství v molech
- t je čas v sekundách

## Definice
Enzymový preparát má katalytickou aktivitu 1 kat, pokud je schopen při nasycení substrátem za definovaných podmínek (teplota, pH, složení a koncentrace) za přítomnosti aktivátorů a nepřítomnosti inhibitorů proměnit 1 mol substrátu za 1 sekundu.

## Historie avyužití
Název katal je používán desetiletí, jednotkou SI se stal v roce 1999. Použití této jednotky doporučila Generální konference pro míry a váhy a další mezinárodní organizace. Jednotka katal nahrazuje „enzymovou jednotku“ U (jejíž rozměr je s−1), která není součástí mezinárodní soustavy jednotek SI, která však byla stále v roce 2010 v praxi používána, a to zejména v biochemii (častěji než katal).
Katal není jednotkou, která by byla určena k použití při vyjádření rychlosti reakce, pro jejíž vyjádření se použije jednotka mol·s−1. Katal se spíše použije k vyjádření katalytické aktivity, která je vlastností katalyzátoru, je nezávislý na měřicí proceduře, nemá žádnou numerickou hodnotu a závisí na experimentálních podmínkách. Aby bylo možné určit množství katalyzátoru definované chemické reakce (nejlépe prvého řádu), musí se přísně řídit podmínky reakce.
Katal je poměrně velkou jednotkou, a proto se často používají jeho podíly, např. nanokatal (nkat) nebo mikrokatal (µkat).

## Příklad
Jeden katal trypsinu je množství trypsinu, které přeruší jeden mol peptidické vazby za sekundu za definovaných podmínek.